# سوتیسلاو استانچیچا
سوتیسلاو استانچیچا (انگلیسی: Svetislav Stančić؛ ۷ ژوئیهٔ ۱۸۹۵ – ۷ ژانویهٔ ۱۹۷۰) آهنگساز، مربی موسیقی، و نوازنده پیانو اهل کرواسی بود.
استانچیچا ابتدا در زاگرب پیانو خواند و سپس به برلین نقل مکان کرد و در آنجا نزد کارل هاینریش بارت، کنراد آنسورژ، و فروچو بوزونی که آهنگسازی را نیز به او آموختند، تحصیل کرد.
استانچیچا که عنوان نوازنده پیانو در کنسرت را داشت، بعدها استاد افسانه ای پیانو در آکادمی موسیقی زاگرب شد. او عضو آکادمی علوم و هنر یوگسلاوی و عضو متناظر آکادمی علوم و هنر صربستان بود. در سال ۱۹۶۰ او جایزه ولادیمیر نازور را به پاس یک عمر دستاورد موسیقی دریافت کرد.
از جمله شاگردان برجسته او می‌توان به ایوو ماچک، برانکا موسولین، و ولادیمیر کرپان اشاره کرد. مسابقه بین‌المللی پیانو سوتیسلاو استانچیچا به نام او نامگذاری شده‌است.